# Démétrios Paléologue (fils de Manuel II)
Pour les articles homonymes, voir Démétrios Paléologue.
Cinquième fils de l’empereur Manuel II, Démétrios II Paléologue (en grec byzantin : Δημήτριος B' Παλαιολόγος / Dēmētrios II Palaiologos) (1407–1470) est d’abord nommé gouverneur de Lemnos, poste qu’il refusa avant de se réfugier à la cour de Sigismond de Hongrie. Farouche opposant de l’Union entre les Églises orthodoxe et romaine, il accompagna Jean VIII au concile de Florence. À la mort de Jean VIII, il crut brièvement pouvoir accéder au trône, mais l’impératrice-mère et son frère Thomas favorisèrent Constantin alors despote de Morée. Devenu Constantin XI, ce dernier s’empressa de diviser la Morée en deux apanages, Thomas recevant la partie ouest du Péloponnèse, Démétrios la partie est. Dès leur installation, les deux frères ne cessèrent de se quereller, Démétrios cherchant systématiquement l’appui des Turcs. Ces querelles incessantes finirent par lasser le sultan Mehmet II déjà aux prises avec les forces albanaises dirigées par Skanderbeg et menacé par une nouvelle croisade annoncée par le pape. Convoqué par le sultan, il dépêcha le frère de sa femme, Matthieu, à sa place. Outré, le sultan marcha sur Mistra. Démétrios dut se rendre et, avec sa femme, aller vivre à Andrinople alors que sa fille Hélène était envoyée au harem du sultan. En 1467, Matthieu ayant été soupçonné de fraude, Démétrios fut exilé à Didymotique. Pris de pitié, le sultan lui permit de revenir peu après à Andrinople où il se retira dans un monastère de même que son épouse. Il y mourut vers 1470.

## Biographie
Démétrios Paléologue naquit vers 1407. Il était le cinquième fils de l’empereur byzantin Manuel II (règne 1391-1425) et de son épouse, Hélène Dragaš. Ses frères ainés furent  les empereurs Jean VIII Paléologue (règne 1425-1448), Constantin XI Paléologue (règne 1449-1543) ainsi que les despotes Théodore II et Thomas Paléologue en Morée et Andronic Paléologue à Thessalonique.
À titre de fils cadet, Démétrios n’était pas destiné à gouverner de territoire, mais, fils d'un Basileus, il fut titré despote. Ambitieux, Démétrios n’entendait pas se contenter de son sort, ce qui conduisit à des conflits au sein de la famille impériale. Son père, Manuel II finit par lui concéder l’ile de Lemnos en apanage; déçu, Démétrios refusa d’aller y vivre et préféra aller se réfugier à la cour de Sigismond, roi de Hongrie et empereur germanique en 1423, y demandant protection contre ses frères.
Il revint à Constantinople en 1427 et reçut en apanage Selymbria (aujourd’hui Silivri en Turquie) le long de la mer de Marmara, à 67 kilomètres à l'ouest de Constantinople. Dix ans plus tard et bien qu’il fût connu comme un opposant à l’Union, il accompagna son frère, Jean VIII au concile de Basel-Ferrera-Florence qui avait pour but de réunir les Églises de Rome et de Constantinople. En 1442 ou 1443, Jean VIII, qui se méfiait de Démétrios, décida de lui retirer son apanage trop près de Constantinople et de le donner à Constantin, envoyant Démétrios dans le Péloponnèse. Pour se venger, Démétrios s’allia aux Turcs et ravagea les alentours de Constantinople. La paix rétablie, Jean VIII décida de confier Selymbria  à Constantin, puis après avoir renvoyé celui-ci au Péloponnèse, à Théodore qui y demeura jusqu’à sa mort en 1448. Démétrios, en défaveur, ne reçut aucun apanage jusqu’à la mort de Théodore, alors qu’il reprit Selymbria.
À la mort de Jean VIII, le 31 octobre 1448, Démétrios put croire qu’il avait des chances de succéder à son frère. Sur son lit de mort, celui-ci avait désigné Constantin Paléologue comme son successeur. Mais beaucoup plus près de Constantinople que son frère, Démétrios se présenta pour réclamer l’héritage, certain de l’appui de la population qui l’estimait pour ses positions anti-unionistes. La situation fut résolue par l’impératrice-mère qui favorisait Constantin, l’ainé de ses fils survivants. Elle dépêcha immédiatement le secrétaire de Constantin, Sphrantzès, auprès du sultan Murad pour faire confirmer la nomination de Constantin. De plus, lorsque Thomas arriva à Constantinople le mois suivant, il se rangea à l’avis de l’impératrice-mère. Se sachant battu, Démétrios se joignit à Thomas pour reconnaitre Constantin comme empereur.

Division du despotat de Morée entre Thomas et Démétrios en 1450.

L’un de ses premiers gestes de celui-ci comme empereur fut de diviser le Péloponnèse en deux apanages, dirigé chacun par l’un de ses frères. Thomas reçut la partie ouest du Péloponnèse avec Messène, Élis, l’Achaïe et l’Arcadie, alors que Démétrios héritait de la partie orientale, l’Argolide et la Laconie, incluant les villes de Corinthe au nord, Mistra la capitale, Karýtena au centre et Mani au sud. Mais, bien qu’ils aient juré devant l’empereur et l’impératrice-mère de maintenir la paix entre eux, accord ratifié par le sultan, les deux frères ne tardèrent pas à s’opposer tant sur des questions de territoire que de religion. Thomas était unioniste, Démétrios anti-unioniste. Les querelles territoriales portèrent sur les quatre villes que Venise détenait dans le Péloponnèse. Thomas ayant envahi la région de Skorta où se trouvait Karýtena, Démétrios chercha l’appui de Turakhan beg, gouverneur ottoman de Thessalie, contre son frère. Les troupes ottomanes intervinrent effectivement pour rétablir l’ordre. Sous leur pression, Thomas dut céder la ville de Kalamata et la Messénie à Démétrios en compensation de Skorta qu’il conserva. À nouveau, les deux frères se jurèrent une amitié éternelle,.
Le sultan Murad II mourut en février 1451 et fut remplacé par Mehmet II qui devait s’emparer de Constantinople deux ans plus tard. La Morée demeura avec l’empire de Trébizonde la seule partie qui échappait aux Ottomans. Toutefois, ni l’un ni l’autre despote n’avait bonne réputation auprès de leurs nombreux sujets albanais qui s’étaient établis sur le territoire au siècle précédent, à l’invitation des despotes Manuel Cantacuzène et Théodore Ier. Aussi, après une forte augmentation de taxe, ces derniers, conduits par un chef de clan du nom de Pierre Bova, se révoltèrent, s’alliant à Manuel Cantacuzène, gouverneur de Mani et arrière-petit fils de Jean VI Cantacuzène contre Démétrios. Au même moment, le fils du dernier prince d’Achaïe, Jean Asen Centurione Zaccaria, s’échappa d’une prison de Thomas et tenta de faire revivre la principauté d’Achaïe. Les deux despotes durent s’enfuir, Démétrios se réfugiant à Mistra et Thomas à Patras, pendant qu’ils tentaient d’obtenir l’appui du sultan. Celui-ci, déjà aux prises avec les forces albanaises de Skanderbeg, ne désirant pas voir s’établir un État albanais aux portes de ses territoires, accepta d’envoyer ses forces mater les rebelles et rétablir les deux despotes. Toutefois, ceux-ci se virent contraints de payer un tribut de dix ou douze mille ducats chacun. De  plus, certains archontes locaux ayant demandé à être placés sous la suzeraineté directe du sultan, les deux despotes voyaient se réduire leurs ressources financières alors qu’augmentaient leurs charges face aux Ottomans. Il en résulta dès 1458 une sérieuse crise financière, les despotes ayant accumulé trois ans d’arriérés,.
La menace turque se faisant de plus en plus précise, Démétrios tenta de se rapprocher de ceux-ci, alors que Thomas, toujours fidèle unioniste, cherchait des secours à l’Ouest. Outré, le sultan pénétra dans le Péloponnèse, traversa l’Hexamilion et vint conquérir Corinthe, faisant partie des territoires de Démétrios, avant de s’attaquer aux territoires de Thomas. À la fin de l’été 1458, il avait conquis le tiers de la péninsule et les deux despotes durent accepter un nouveau traité. Démétrios perdait Corinthe, Thomas abandonnait le tiers de son territoire. De plus le tribut que les deux despotes devaient payer était porté à  3 000 pièces d’or. Des milliers d’hommes, de femmes et d’enfants furent alors déportés à Constantinople que le sultan voulait repeupler, rendant encore plus difficile la possibilité de lever les impôts. Si Démétrios s’accommoda de la situation, Thomas chercha à compenser ses pertes en s’emparant de territoires appartenant à Démétrios, lequel demanda à nouveau l’aide du sultan,.
Las des querelles entre les deux frères et craignant une nouvelle croisade annoncée par le pape Pie II pour 1459 (qui ne devait jamais se matérialiser), Mehmet envahit le Péloponnèse l’année suivante et somma les deux despotes de paraitre devant lui. Thomas refusa et s’enfuit d’abord dans une petite ville près de Méthone, puis, devant l’avance du sultan en juillet 1460, vers l’Italie où il vécut grâce à une pension versée par le pape. Démétrios, qui s’était vu ordonné l’année précédente d’envoyer sa fille unique Hélène rejoindre le harem du sultan, décida de temporiser : il envoya Hélène et sa mère en sureté à Monemvasíe et dépêcha Matthieu Asen (dont la sœur Théodora était l’épouse de Démétrios) qu’il savait être en bons termes avec le sultan auprès de celui-ci avec de nombreux cadeaux. Outré, le sultan fit arrêter Matthieu et envoya ses forces marcher sur Mistra. Démétrios n’eut d’autre choix que se rendre le 29 mai 1460, cédant Mistra, donnant sa fille comme femme au sultan et se joignant à ce dernier dans sa conquête du Péloponnèse. Au début, le sultan le traita avec honneur, lui permettant de s’établir à Andrinople (aujourd’hui Édirne en Turquie) et lui donnant en apanage la ville d’Ainos en Thrace ainsi que les iles de Lemnos, Imbros et partie de Samothrace dont il put tirer des profits substantiels. Il devait y vivre sept ans avec sa femme et Matthieu Asen. Mais, Matthieu ayant été soupçonné d’avoir fraudé le monopole du sultan sur les mines de sel, Démétrios tomba en disgrâce en 1467, fut dépossédé de son apanage, et envoyé avec sa femme à Didymotique où ils vécurent dans la pauvreté. Le sultan eut bientôt pitié de son ancien allié et lui permit de se retirer à Andrinople avec son épouse, près de leur fille Hélène qui n’avait finalement jamais été assignée à son harem par crainte sans doute qu'elle ne tente d'empoisonner le sultan. Cette dernière mourut probablement en 1469, encore dans la vingtaine. Terriblement affectés, ses parents se retirent dans un monastère où Démétrios se fit moine sous le nom de David. Selon Sphrantzès, il serait mort en 1470 . Son épouse devait le suivre quelques mois plus tard,.

## Famille
Démétrios Paléologue aurait été marié deux ou trois fois. Sa première épouse était la fille de Strabomytès Cantacuzène avec qui il aurait été marié de 1430 à 1435. Sa deuxième épouse qui pourrait être la même personne n’est connue que sous le nom de « bassilissa Zoe » et mourut en mars ou avril 1436. Sa troisième (ou deuxième) épouse fut Théodora Asanina, fille de Paul Asanes qu’il épousa en 1441. Ils eurent une fille, Hélène Paléologue qui fut envoyée au harem du sultan après la disgrâce de son père et mourut avant 1470.